# 東京都立八王子小児病院
東京都立八王子小児病院（とうきょうとりつはちおうじしょうにびょういん）は、東京都八王子市に存在した医療機関。東京都立の小児専門病院であった。地域周産期母子医療センターを備えていたが、産科機能はなく、新生児を救急車で迎えに行くスタイルであった。また院内学級（八王子市立第七小学校・八王子市立第七中学校の分教室）が設置されていた。

## 沿革
- 1954年10月 - 東京都立八王子乳児院を開院
- 1973年4月 - 東京都立小児保健院に改称
- 1981年4月 - 東京都立八王子小児病院に改称、一般会計から病院会計に移管
- 2010年3月1日 - 東京都立清瀬小児病院・東京都立梅ヶ丘病院と共に東京都立小児総合医療センターに統合される。3月7日、八王子から府中市の新病院に機能移転。

## 診療科
- 小児内科
- 新生児科
- 小児外科
- 心臓血管外科
- 麻酔科

## 医療機関の指定等
- 保険医療機関
- 指定自立支援医療機関（更生医療・育成医療・精神通院医療）
- 身体障害者福祉法指定医の配置されている医療機関
- 生活保護法指定医療機関
- 結核指定医療機関
- 指定養育医療機関（未熟児医療）
- 地域周産期母子医療センター

## 交通アクセス
- JR中央本線西八王子駅南口より徒歩10分。

## 跡地
- 2011年4月、八王子市小児・障害メディカルセンターが開院した。